# 怡土郡
- 令制国一覧 > 西海道 > 筑前国 > 怡土郡
- 日本 > 九州地方 > 福岡県 > 怡土郡

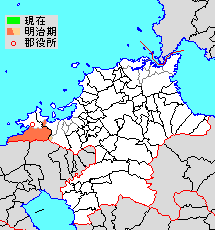
福岡県怡土郡の位置（薄黄：後に他郡に編入された区域）

怡土郡（いとぐん）は、福岡県（筑前国）にあった郡。

## 郡域
1878年（明治11年）に行政区画として発足した当時の郡域は、下記の区域にあたる。
- 福岡市
  - 西区の一部（概ね今宿上ノ原、女原、女原北、徳永北、北原、周船寺より南西）
  - 早良区の一部（飯場）
- 糸島市の一部（概ね千早新田、岩本、神在東、神在、多久、篠原西、篠原東、篠原、有田、井田、高来寺以南）

## 歴史

### 古代
「魏志倭人伝」に言及される伊都国に相当するのではないかとも言われる。

#### 式内社
『延喜式』神名帳に記される郡内の式内社。
| 神名帳           | 神名帳 | 神名帳 | 神名帳 | 比定社   | 比定社           | 比定社 | 集成 |
| 社名             | 読み   | 格     | 付記   | 社名     | 所在地           | 備考   | 集成 |
| ---------------- | ------ | ------ | ------ | -------- | ---------------- | ------ | ---- |
| 怡土郡 1座（小） |        |        |        |          |                  |        |      |
| 志登神社         | シトノ | 小     |        | 志登神社 | 福岡県糸島市志登 |        |      |
| 凡例を表示       |        |        |        |          |                  |        |      |

### 近世以降の沿革
- 「旧高旧領取調帳」に記載されている明治初年時点での支配は以下の通り。（1町60村）

| 知行 | 知行               | 村数     | 村名 |
| ---- | ------------------ | -------- | --- |
| 藩領 | 筑前福岡藩         | 24村     | 井原村、末永村、王丸村、川原村、西堂村、瑞梅寺村、山北村、高上村、雷山村、三坂村、高祖村、飯場村、大門村、上原村、徳永村、周船寺村、飯氏村、千里村、宇田川原村、高来寺村、井田村、三雲村、篠原村、多久村 |
| 藩領 | 豊前中津藩         | 1町 24村 | 深江村、淀川村、深江町、松末村、石崎村、波呂村、長石村、満吉村、片峰村、河原村、一貴山村、佐波村、大入村、長野村、飯原村、蔵持村、八島村、有田村、富村、神在村、武村、松国村、瀬戸村、川付村、小蔵村     |
| 藩領 | 対馬府中藩         | 11村     | 岩本村、香力村、浜窪村、千早新田村、加布里村、東村、本村、片山村、田中村、鹿家村、吉井村 |
| 藩領 | 中津藩・対馬府中藩 | 1村      | 福井村 |

- 明治2年8月7日（1869年9月12日） - 府中藩が改称して厳原藩となる。
- 明治4年
  - 7月14日（1871年8月29日） - 廃藩置県により、福岡県、中津県、厳原県の管轄となる。
  - 11月14日（1871年12月25日） - 第1次府県統合により、全域が福岡県の管轄となる。
- 明治8年（1875年）（56村）
  - 淀川村・深江町が深江村に、佐波村・大入村が福井村にそれぞれ合併。
  - 片峰村・河原村が合併して上深江村となる。
- 明治11年（1878年）11月1日 - 郡区町村編制法の福岡県での施行により、行政区画としての怡土郡が発足。「怡土志摩郡役所」が志摩郡前原村に設置され、同郡とともに管轄。

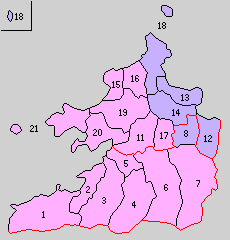
1.福吉村 2.深江村 3.一貴山村 4.長飯本村 5.加布里村 6.雷山村 7.怡土村 8.周船寺村（紫：福岡市 桃：糸島市 11 - 21は志摩郡）

- 明治22年（1889年）4月1日 - 町村制の施行により、以下の各村が発足。特記以外は全域が現・糸島市。（8村）
  - 福吉村 ← 鹿家村、吉井村、福井村
  - 深江村 ← 深江村、片山村、松末村
  - 一貴山村 ← 浜窪村、田中村、武村、波呂村、松国村、長石村、石崎村、満吉村、一貴山村、上深江村
  - 長飯本村 ← 瀬戸村、本村、長野村、川付村、小蔵村、飯原村
  - 加布里村 ← 東村、神在村、千早新田村、岩本村、加布里村
  - 雷山村 ← 八島村、蔵持村、香力村、有田村、富村、三坂村、高上村、雷山村、多久村、篠原村、山北村
  - 怡土村 ← 高祖村、大門村、高来寺村、川原村、王丸村、末永村、西堂村、瑞梅寺村、井原村、三雲村、井田村
  - 周船寺村 ← 千里村、宇田川原村、飯氏村、周船寺村、徳永村［大部分］、志摩郡女原村（現・福岡市）
  - 飯場村が早良郡内野村、上原村および徳永村の一部が志摩郡今宿村の一部となる。
- 明治23年（1890年） - 長飯本村が改称して長糸村となる。
- 明治29年（1896年）4月1日 - 郡制の施行のため、「怡土志摩郡役所」の管轄区域をもって糸島郡が発足。同日怡土郡廃止。

## 行政
怡土・志摩郡長
| 代 | 氏名 | 就任年月日                | 退任年月日                | 備考                           |
| -- | ---- | ------------------------- | ------------------------- | ------------------------------ |
| 1  |      | 明治11年（1878年）11月1日 |                           |                                |
|    |      |                           | 明治29年（1896年）3月31日 | 志摩郡との合併により怡土郡廃止 |